# Rue Saint-Roch (Paris)
Pour les articles homonymes, voir Rue Saint-Roch.
La rue Saint-Roch est une voie du 1er arrondissement de Paris, en France.

## Situation et accès

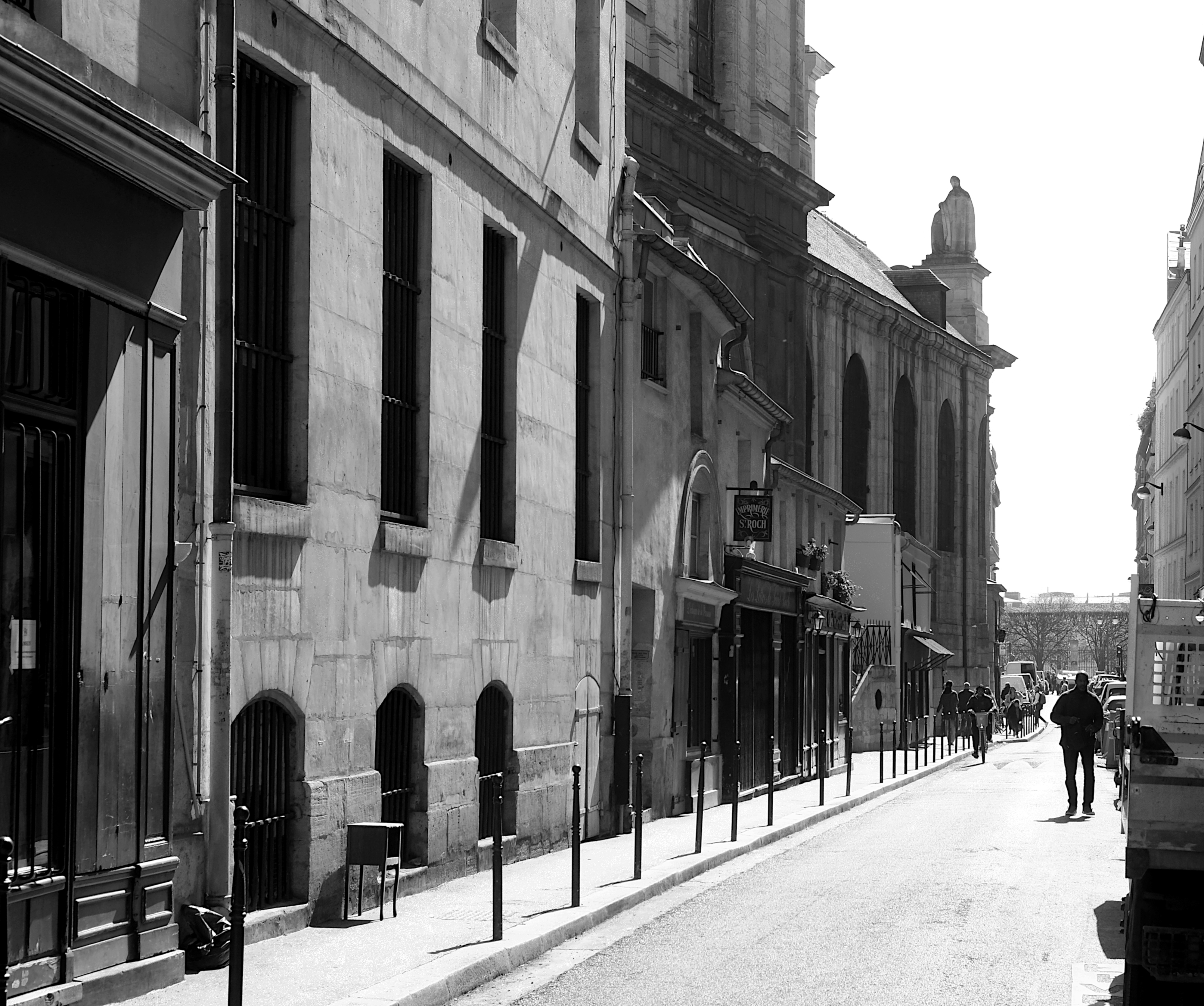
La rue Saint-Roch à proximité de l'église Saint-Roch.

## Origine du nom
Son nom vient de l'église Saint-Roch qu'elle longe.

## Historique
Cette rue résulte de la fusion de deux rues.
La première, située au sud de la rue Saint-Honoré, porta divers noms depuis son origine : d'abord « ruelle Gaillon », puis « rue Saint Vincent » ; elle prit le nom de « rue du Dauphin », en 1744 ; puis « rue de la Convention », en 1795 ; « rue du Dauphin », en 1814 ; « rue du Trocadéro », de 1823 à 1830 ; de nouveau « rue du Dauphin », de 1830 à 1879. Elle est citée sous le nom de « rue Saint Vincent », dans un manuscrit de 1636.
Vers 1800, la « rue du Trocadéro » est raccourcie pour permettre le percement du premier tronçon de la rue de Rivoli, 

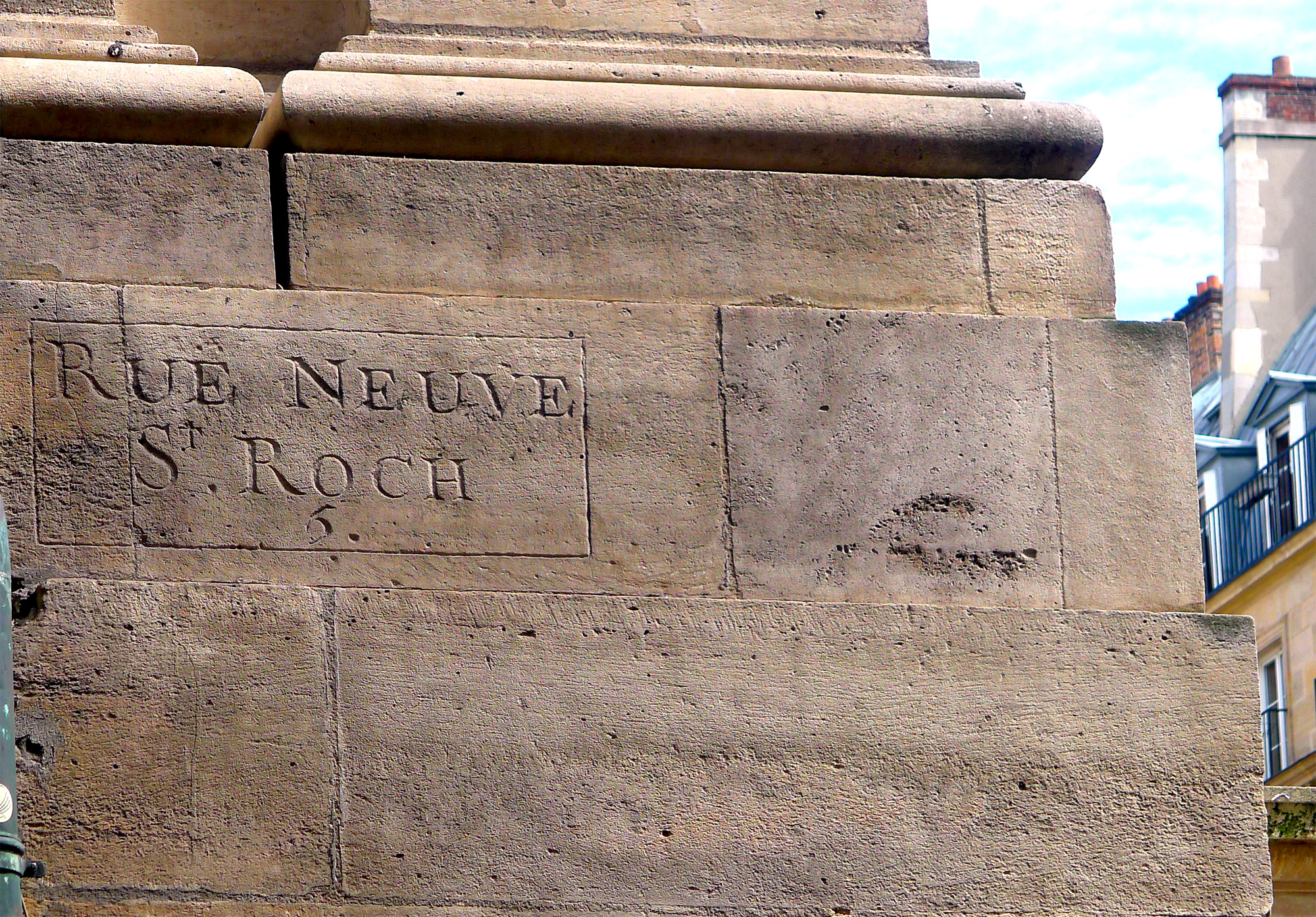
Un ancien nom d'une section : rue Neuve-Saint-Roch.

La seconde, comprise entre la rue Saint-Honoré et l'avenue de l'Opéra, s'appelait « ruelle La Michaut-Riégnaut » en 1495, puis en 1578 fusionna avec la « rue Gaillon » avant d'en être à nouveau détachée en 1630, sous le nom de « rue Saint-Roch ». Elle s'appela un temps « rue Neuve-Saint-Roch » pour la distinguer d'une autre rue Saint-Roch sise dans le quartier du Sentier (partie de la rue des Jeûneurs actuelle) puis elle prit le nom de « rue de la Montagne » sous la Révolution.
Elle prend sa dénomination actuelle par un arrêté du 16 août 1879.

## Bâtiments remarquables et lieux de mémoire
- No 1 : à cet emplacement de la rue Saint-Roch se trouvait une maison où mourut Vauban, maréchal de France (1633-1707)[3]. Lors des cérémonies du tricentenaire de sa naissance en 1933, la ville de Paris a inauguré une plaque commémorative à l’emplacement de la maison de Vauban détruite lors du percement de la rue de Rivoli. Cette plaque se trouve au niveau du premier étage à l’angle de la rue Saint-Roch et de la rue de Rivoli, non loin de l’église Saint-Roch[4].

| |  |  |
| À gauche, l'emplacement de la maison où mourut Vauban en 1707 et à droite la plaque, posée en 1933, qui rappelle son souvenir. |  |  |

- No 5 : dans cet immeuble est décédée, en octobre 1871, la femme de lettres Mélanie Waldor.
- No 24 : au milieu du  XVIIIe siècle, le curé Jean-Baptiste Marduel fait construire l’immeuble pour héberger les soixante prêtres de la paroisse[5]. Le bâtiment abrite le siège social du Frat.

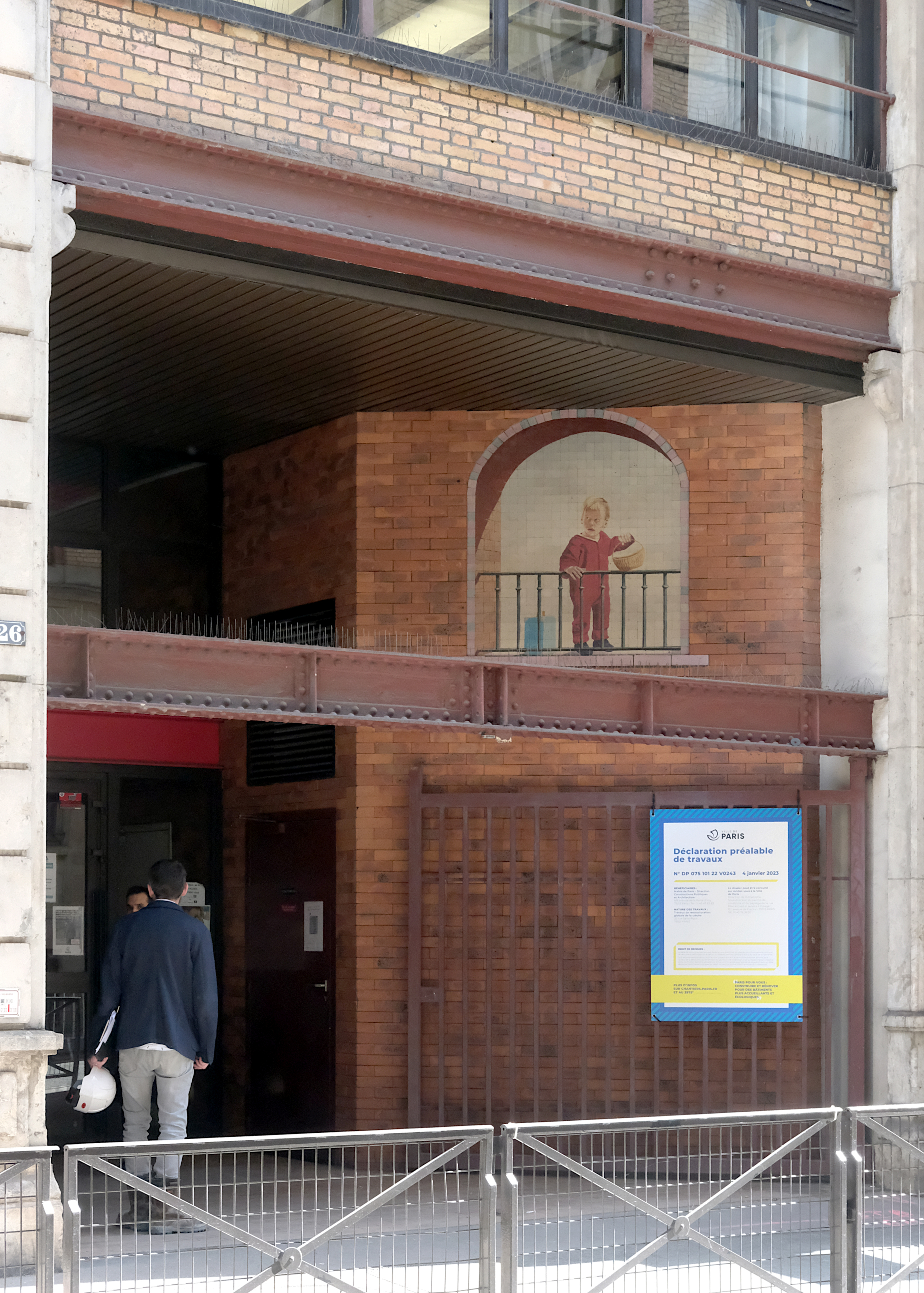
No 26 : actuellement un crêche municipale (2023).

- No 26 : magasin de « jupons perfectionnés » et « nouveautés » dans les années 1860, le site accueille une école privée des Frères de la doctrine chrétienne à partir de 1880, transférée une décennie plus tard aux nos 35-37 de la même voie. En 1893 est décidé d'y installer une sous-station électrique, construite par l'architecte Louis Thérèse David de Pénanrun. Elle est l'objet de modifications de Paul Friesé en 1908. Ayant perdu sa vocation originelle, le bâtiment accueille depuis une crèche municipale[6].
- No 39 : restaurant chinois Davé entre 1982 et 2001 (déménage ensuite 12, rue de Richelieu), qui accueille de nombreuses stars françaises et américaines[7].

## Pour approfondir